# Marko Pantić
Marko Pantić (in serbo Марко Пантић?; Novi Sad, 18 giugno 1998) è un calciatore serbo, centrocampista del Trajal Kruševac.

## Caratteristiche tecniche
È un centrocampista difensivo.

## Carriera
Cresciuto nel settore giovanile dello Spartak Subotica, ha esordito in prima squadra il 25 febbraio 2017 disputando l'incontro di Superliga serba vinto 3-2 contro il Javor Ivanjica.